# Округ Беријен (Мичиген)
Беријен (енгл. Berrien County) је округ у америчкој савезној држави Мичиген.

## Демографија
По попису из 2010. године број становника је 156.813, што је 5.64 (-3,5%) становника мање него 2000. године.
| Група             | 2000.           | 2010.           |
| Белци             | 126.798 (78,1%) | 119.389 (76,1%) |
| Афроамериканци    | 25.879 (15,9%)  | 24.037 (15,3%)  |
| Азијати           | 1.849 (1,1%)    | 2.451 (1,6%)    |
| Хиспаноамериканци | 4.888 (3,0%)    | 7.054 (4,5%)    |
| Укупно            | 162.453         | 156.813         |